# Joachim van Fiore
Joachim van Fiore – (Gioacchino da Fiore) (Celico (Calabrië) in het koninkrijk Napels, circa 1135 – San Giovanni in Fiore, Calabrië, 30 maart 1202) was een Italiaans mysticus en theoloog en bekend om zijn apocalyptisch denken. Joachim van Fiore stichtte een aantal kloosters, waar hij de constituties van de cisterciënzers invoerde. Hij is de stichter van de orde van San Giovanni in Fiore, die in 1570 ophield te bestaan. 

## Leven
Zijn vader Mauro was een notaris en zijn moeder heette Gemma. Hij werd zelf functionaris aan de rechtbank van Palermo, en werkte voor de Normandische koningen van Sicilië. Joachim kreeg een spirituele ervaring en besloot op pelgrimsreis te gaan naar het "Heilige Land" (Palestina). Bij de aanblik van het door pest geteisterde Byzantium volgde zijn bekering.
Na zijn terugkeer naar Calabrië bracht hij een aantal jaren door als kluizenaar alvorens toe te treden tot de orde van de cisterciënzers. Joachim was, zoals zoveel monniken uit de 12e eeuw, een commentator op de Bijbel. Hij vroeg reeds in 1183 toestemming om een commentaar op het Bijbelboek Openbaring te mogen schrijven, maar kreeg hiervoor pas in 1188 toestemming. Toen hij probeerde een verklarend commentaar te schrijven op het boek Openbaring, was hij niet in staat de symboliek ervan te verklaren. Hij worstelde hier een aantal maanden mee en gaf het ten slotte op. Op een paasmorgen werd hij wakker en ervoer een naar eigen zeggen geestelijke verlichting ("spiritualis intelligentia"). Hij meende toen de bedoeling van het boek Openbaring en de samenhang met de overige Bijbelboeken te begrijpen.
Joachim schreef een lange uiteenzetting over het boek Openbaring waarin hij de geschiedenis verdeelde in drie fasen, die zijn geworteld in de Goddelijke drie-eenheid (Vader, Zoon en Heilige Geest). Zijn exegese is uitgesproken allegorisch van aard, in tegenstelling tot de in die tijd gebruikelijke historische exegese. Volgens Joachim was het tijdperk van het Oude Testament de fase van de Vader, dat van het Nieuwe Testament die van de Zoon en het daaropvolgende tijdperk dat van de Heilige Geest.
Joachims eschatologie was een optimistische kijk op de geschiedenis. Na de confrontatie met de Antichrist (die volgens hem aanstaande was) zou er een nieuw tijdperk van de kerk op aarde aanbreken, beheerst door de intelligentia spiritualis. Een persoon van de kerk (sommigen meenden die persoon in Franciscus van Assisi te herkennen) zou het tijdperk van de beschouwelijke Utopia van de Heilige Geest, een kloosterachtig tijdperk van godsdienstige overpeinzing, inluiden. Het derde tijdperk zou volgens Fiori het hemelse Jeruzalem bereikbaar maken.
Joachim was een groot symbolist. Zijn Latijnse geschriften zijn uiterst complex en moeilijk te lezen, waaruit zijn bijzonder gevoel voor symboliek en zijn verbeeldingskracht blijkt. Joachim creëerde allerlei figuren. Het boek van figuren, dat teruggaat op zijn eigen werk maar is toegevoegd door zijn discipelen, is misschien wel de beste weergave van Joachims denken. 
Wanneer Joachim het over de drie tijdperken of stadia in de geschiedenis heeft, is het uiterst moeilijk om deze uit de tekst zelf op te maken. Maar wanneer we zijn afbeelding zien van de drie in elkaar grijpende cirkels, of zijn afbeelding van de boomcirkels, waarin twee bomen, het joodse volk en de niet-joodse volkeren representerend, samen opgroeien door de drie tijdperken van de geschiedenis, krijgen we een beeld van wat Joachim nu in zijn geschriften bedoelde. Fiori meende dat in het laatste, derde tijdperk alle mensen onder de leiding van God zouden komen.

## Drie-eenheid
Joachim geloofde dat de geschiedenis een drie-eenheid is, die bestaat uit drie stadia of tijdperken.
Het eerste stadium is de tijd van de Vader, en dat is het Oude Testament, bestendig voor 42 generaties. Het tweede stadium is de tijd van de tweede persoon, de Zoon, en de tijd van het Nieuwe Testament, ook 42 generaties. Joachims berekening liet hem geloven dat hij leefde aan het uiterste einde van deze periode. Niet meer dan hooguit twee generaties, dat is niet meer dan 60 jaar, en misschien zelfs minder, zou het duren tot aan het einde van de tweede periode. 
Volgens Joachim verwees het Bijbelse verhaal van Judith, die haar echtgenoot drie jaar en zes maanden (1260 dagen) overleefde, naar de kerk die het even lang zonder Christus moest stellen. De overgang naar het derde tijdperk zou daarom in 1260 gebeuren.
Het eind van het tweede stadium zou gekenmerkt worden door het zevende hoofd van de draak, de Antichrist, en de aansluitende vervolging van de Antichrist. Maar voor Joachim was dit niet het eind van de geschiedenis. Een derde stadium, het tijdperk van de Heilige Geest, een tijd van een beschouwende geestelijke utopie, zou daarna aanbreken.
Joachims kijk op de geschiedenis was organisch en cyclisch. Hij gebruikte afbeeldingen van bomen en bloemen, om op die manier zijn boodschap te presenteren. Er is geen duidelijke breuk tussen het eerste en tweede stadium. Het tweede tijdperk ontkiemt in het eerste, waar slechts de scientia heerst. In het tweede tijdperk heerst de proprietas sapientiae. En het derde tijdperk zal gekenmerkt zijn, volgens de Fiore, door de plenitudo intellectus. Dit derde tijdperk, het contemplatieve rijk van de Heilige Geest, ontspringt in het tweede tijdperk, in het kloosterleven, beginnende met Benedictus van Nursia, de grondlegger van het westerse monnikendom. De Fiore trok echter niet de conclusies uit zijn verreikende gedachten, die de aflossing van het klerikale christendom van het tweede tijdperk door de monniken van het derde eindtijdperk predikte. 
Joachims kijk op de tegenstelling tussen goed en kwaad, was een centraal punt voor hem, zoals het is voor iedere apocalyptische denker. Maar Joachim verinnerlijkte de strijd tussen goed en kwaad, hij zag niets in een grote Apocalyps, waarin men de wapens op zou moeten nemen tegen de boze machten. Joachim voelde dat God de geschiedenis controleerde, en dat het nodig was dat het goede zou lijden onder de vervolgingen van de Antichrist. God zou daarop de Antichrist vernietigen, zoals het in het boek Openbaring was geschreven. Volgens Fiori moesten de krachten van het goede eerst lijden alvorens de overwinning te kunnen behalen.

## Joachim en Augustinus

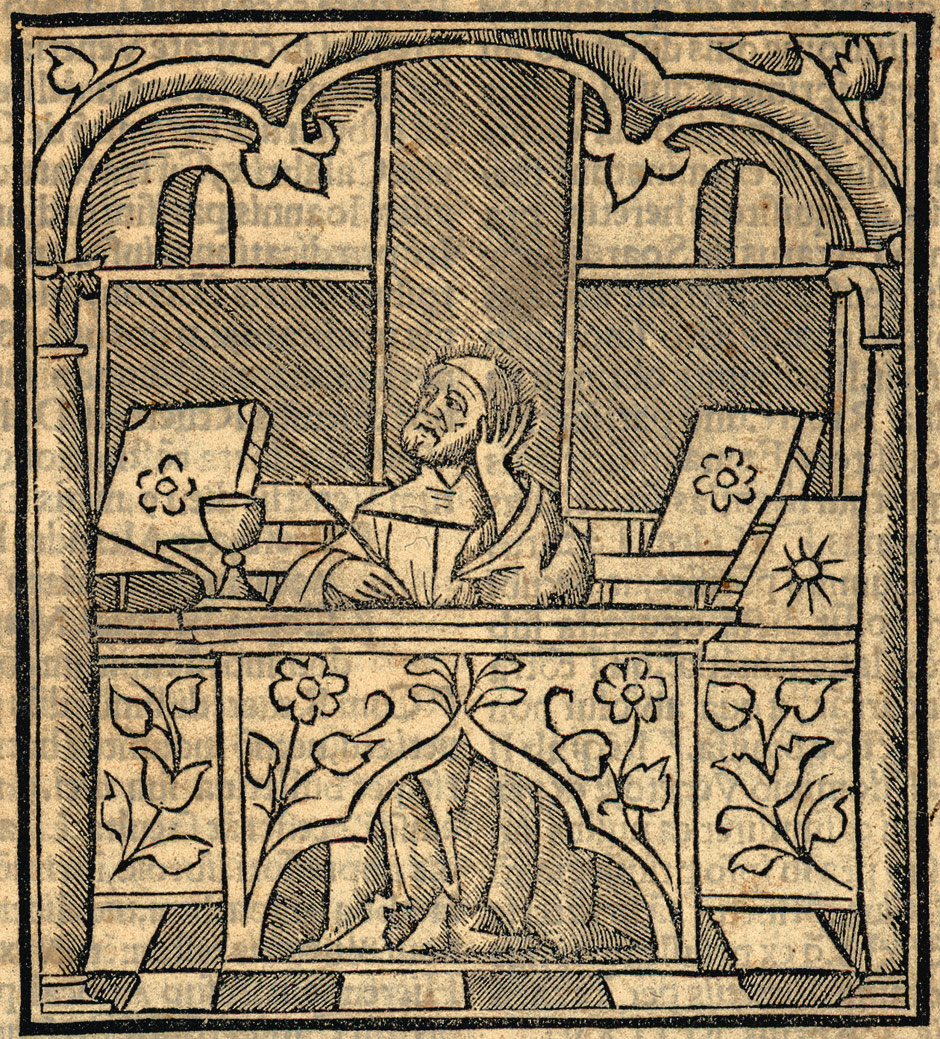
Joachim van Fiore in zijn studeerkamer. Houtsnede uit Joachim Fiore 'Expositio in librum Cirilli de magnis tribulationibus & statu sancte matris ecclesie cum compilatione Theolosphori de Cusentia' (Venècia: B. Benali, 1516)

Apocalyptische commentatoren door de eeuwen heen hadden iedere poging uitgesloten om het boek Openbaring te gebruiken als een profetisch boek, zowel voor de geschiedenis van de Kerk op dat moment of in de toekomst. Augustinus had er op aangedrongen dat de Bijbel niet kan worden gelezen op deze literaire wijze. Joachim brak met deze traditie, door in de symboliek van het boek Openbaring de complete geschiedenis van de kerk te zien. Verleden, heden en toekomst stonden volgens hem in het boek genoteerd. Hij historiseerde het boek Openbaring door het te verbinden met actuele gebeurtenissen.

## Tekenen van de eindtijd
Joachim was een apocalyptische denker in de manier als de profeet Johannes en anderen, omdat hij geloofde dat de gebeurtenissen rondom hem, met name die van de vervolgingen van de christenen, vervulde tekenen van de eindtijd waren die voorspeld zijn in het boek Openbaring.
Een goed voorbeeld van Joachims lezen van de tekenen der tijden is te vinden in zijn nadruk op de figuur Saladin, en zijn herovering van Jeruzalem in het jaar 1187. Wanneer Joachim komt tot de interpretatie van het 12e hoofdstuk van Openbaring, zag hij de zevenhoofdige draak als zeven hoofden van concrete historische vervolgingen door de geschiedenis heen, en niet alleen als een symbool van het kwaad. Hij identificeerde het zesde hoofd met dat van Saladin, de islamitische leider die Jeruzalem heroverde op de kruisvaarders in 1187, en zag hem als wat vooraf zou gaan aan het komende zevende hoofd, dat de Antichrist zou zijn, de laatste en grote vervolging in de tweede fase van de kerk.
Joachim had een internationale reputatie in de late 12e eeuw. We weten dat hij heeft gefunctioneerd als een apocalyptische adviseur van een aantal pausen tussen 1180 en 1200. Hoewel hij eenzaam leefde op een bergtop in zijn klooster in Calabrië, was zijn faam wijdverspreid. Het is daarom ook niet verwonderlijk dat toen Richard Leeuwenhart op weg was met de Derde Kruistocht de winter in Messina in Sicilië doorbracht, hij naar de beroemde profeet Joachim vroeg, en hem om profetisch advies vroeg voor wat zou komen te gebeuren. Joachim reisde naar Messina in de winter van 1190-1191, en voorspelde een overwinning voor Richard. Helaas voor Richard liep de kruistocht uit op een mislukking.

## Werken

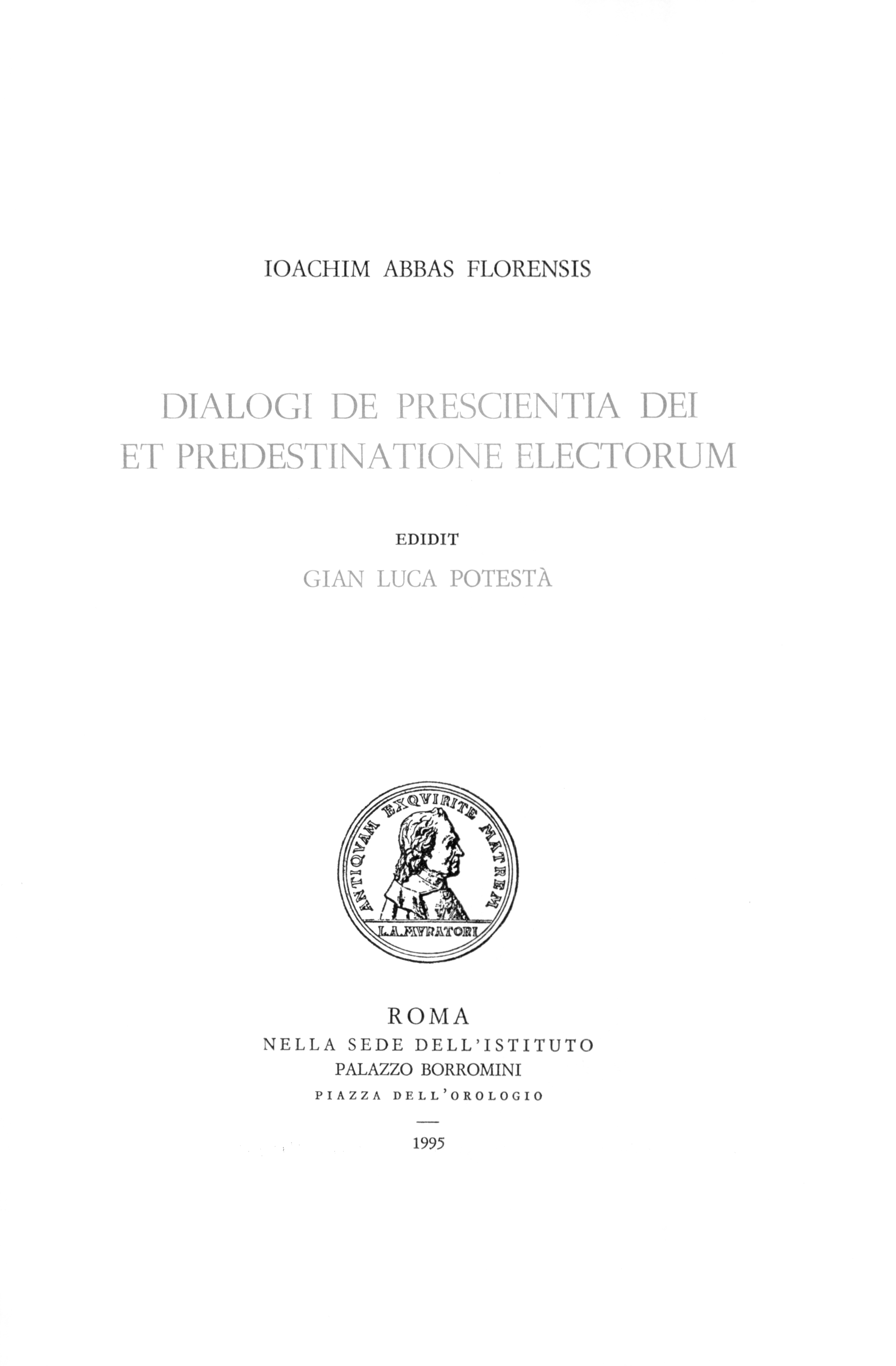
Dialogi de prescientia Dei

- Concordia novi et veteris Testamenti
- Expositio in Apocalypsim
- Psalterium decem chordarum
- Tractatus super quatuor Evangelia
- De articulis Fidei
- Adversus Iudeos
- Vita S. Benedicti

Een aantal andere werken werden lange tijd toegeschreven aan Joachim van Fiore, maar bleken later niet van zijn hand te kunnen zijn. Sindsdien worden ze toegeschreven aan Pseudo-Joachim van Fiore.